# Johann Jakob Späth
Johann Jakob Späth (también conocido como Spath; Ratisbona, 1672-Ratisbona, 4 de enero de 1760) fue un organero alemán.

## Biografía
Johann Jakob Späth apareció varias veces como constructor de órganos en las iglesias protestantes de Ratisbona. También estuvo ocupado reparando órganos en la escuela secundaria Poeticum de Ratisbona, una de las dos escuelas precursoras del posterior Albertus-Magnus-Gymnasium. En 1732 también trabajó en la Iglesia de la Trinidad, en 1738 en St. Oswald y en 1740 en la Neupfarrkirche. Su sugerencia de crear un nuevo órgano en la Neupfarrkirche se hizo realidad. Allí construyó un órgano de 22 registros, que se tocó por primera vez el día de San Juan de 1727.
Fue el padre de Franz Jakob Späth (1714-1786), quien se hizo famoso como constructor de órganos y especialmente como fabricante de pianos. Al construir el órgano, Johann Jakob y Franz Jakob Späth «representaron con el órgano principal el ideal sonoro bávaro-austriaco de su época». Se supone que Johann Jakob Späth no solo construyó órganos en Ratisbona, sino también, como Johann Christoph Leo en Augsburgo, en la primera mitad del siglo XVIII. Century construyó algunos fortepianos. Sin embargo, en aquel momento ninguno de los dos se refería a ellos como «piano et forte», sino sólo como «clavecín», «piano de cola» o «clavier».
En la literatura se supone que el constructor de órganos y pianos de Ratisbona, Johann Adam Späth, también era hijo de Johann Jakob Späth.
Johann Jakob Späth fue enterrado el 6 de enero de 1760 a la edad de 88 años y menos de dos meses como pariente protector en el cementerio de Lázaro en Ratisbona.

## Literatura
- Fischer, Hermann; Wohnhaas, Theodor (1994). Lexikon süddeutscher Orgelbauer. Wilhelmshaven: Florian Noetzel Verlag. p. 395. ISBN 3-7959-0598-2.
- Scharnagl, August (1965). «Späth». Die Musik in Geschichte und Gegenwart. Kassel: Bärenreiter. p. 969–970. ISBN 3-7618-5913-9.